# فرودگاه ریبون ریج
 فرودگاه ریبون ریج (به انگلیسی: Ribbon Ridge Airport) یک فرودگاه خصوصی است که یک باند فرود چمن دارد و طول باند آن ۳۹۶ متر است. این فرودگاه در کشور ایالات متحده آمریکا قرار دارد و در ارتفاع ۱۴۹ متری از سطح دریا واقع شده است.